# Тимус
Ти́мус (лат. thymus), или  ви́лочковая железа, или зо́бная железа — лимфоэпителиальный орган лимфопоэза человека и многих видов животных, в котором происходит созревание, дифференцировка и иммунологическое «обучение» T-клеток иммунной системы.

## Строение

### Анатомия

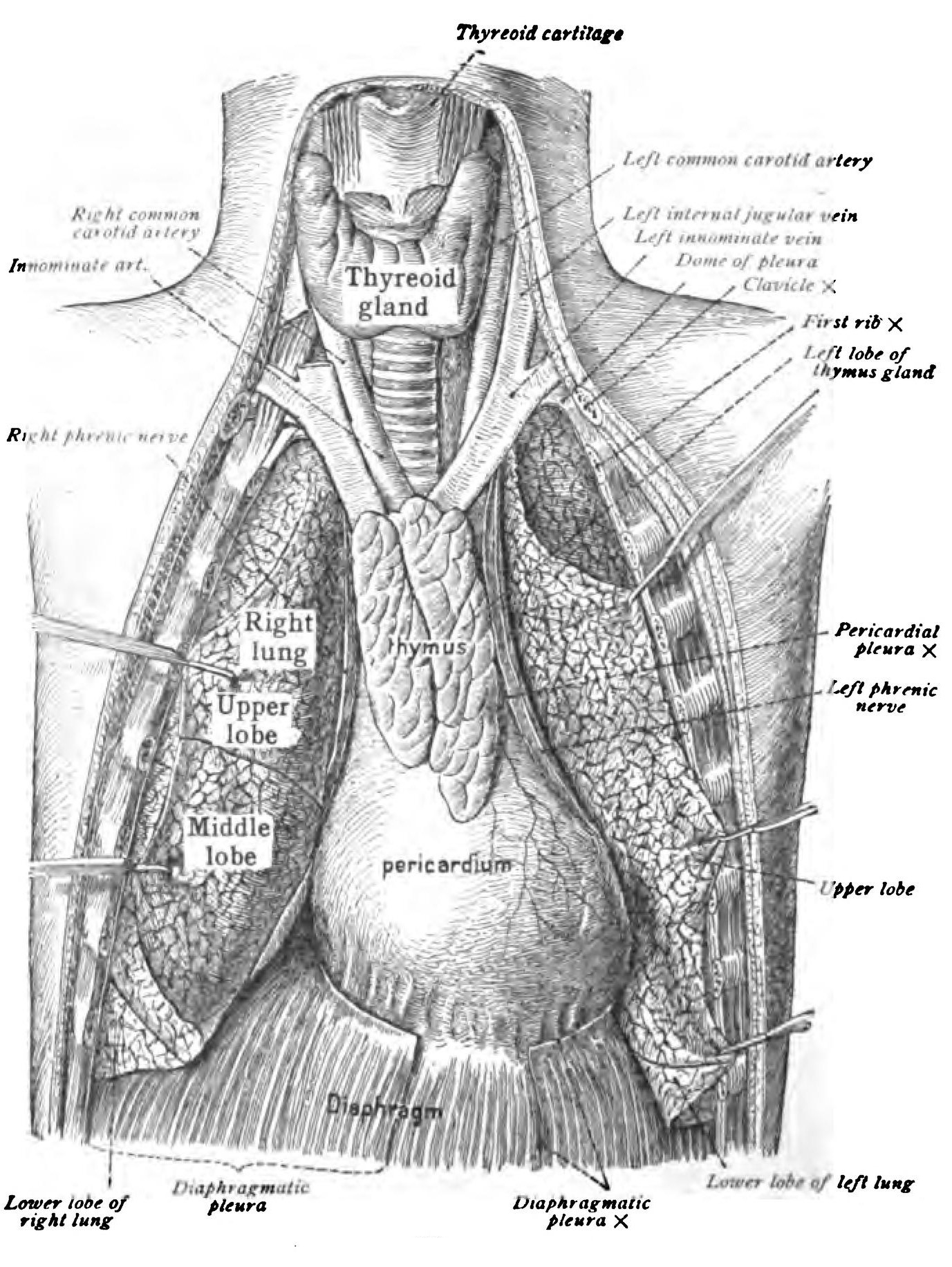
Тимус в центре. Изображение 1906 г.

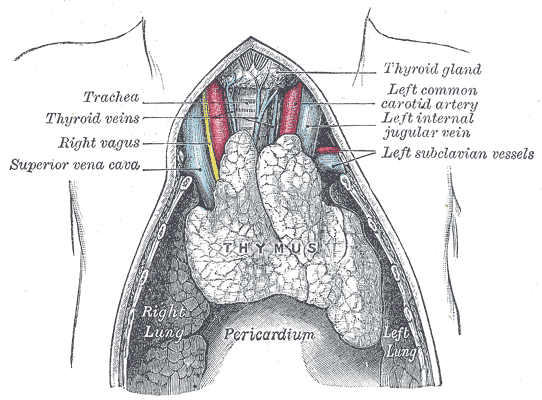
Тимус новорождённого: топография. Иллюстрация из «Анатомии Грея»

Вилочковая железа — небольшой орган розовато-серого цвета, мягкой консистенции, поверхность её дольчатая. У новорождённых его размеры составляют в среднем 5 см в длину, 4 см в ширину и 6 мм в толщину, масса — около 15 граммов. Рост органа продолжается до начала полового созревания (в это время его размеры максимальны — до 7,5—16 см в длину, а масса достигает 20—37 граммов). С возрастом тимус подвергается атрофии и в старческом возрасте едва отличим от окружающей его жировой ткани средостения; в 75 лет средняя масса тимуса составляет всего 6 граммов. По мере инволюции он утрачивает белый цвет и за счёт увеличения в нём доли стромы и жировых клеток становится более жёлтым.
У представителей  женского пола размеры железы больше, что связано с разным воздействием на неё половых гормонов.
Топография
Тимус расположен в верхней части грудной клетки, сразу за грудиной (верхнее средостение). Спереди к нему прилежит рукоятка и тело грудины до уровня IV реберного хряща; сзади — верхняя часть перикарда, покрывающего начальные отделы аорты и лёгочного ствола, дуга аорты, левая плечеголовная вена; с боков — медиастинальная плевра.
Отдельные группы долек тимуса встречаются вокруг или в толще ткани щитовидной железы, в мягких тканях шеи, в области миндалин, в жировой клетчатке переднего, реже заднего средостения. Частота выявления аберрантного тимуса достигает 25 %. Такие аномалии чаще наблюдаются у женщин, в основном с левой стороны шеи и средостения. В литературе имеются единичные сообщения об эктопии ткани тимуса у детей грудного возраста. Такая патология сопровождалась у них одышкой, дисфагией, дыхательной недостаточностью. По данным P. Nowak и соавт., из 91 случая эктопии вилочковой железы в 76 определяется шейная локализация, преимущественно у лиц мужского пола и слева. Отмечается также связь эктопии тимуса со врождёнными пороками сердца в 71 % случаев.
Внешний вид
У человека тимус состоит из двух долей, которые могут быть сращены или же просто плотно прилегать друг к другу. Нижняя часть каждой доли широкая, а верхняя узкая; таким образом, верхний полюс может напоминать двузубую вилочку (отсюда и название).
Орган покрыт капсулой из плотной соединительной ткани, от которой в глубину отходят перемычки, делящие его на дольки.
У животных (зобная железа) развита у плодов и молодых животных. Она состоит из непарного грудного отдела, лежащего впереди сердца, и парного шейного отдела, проходящего в виде выростов по бокам трахеи. С возрастом железа начинает рассасываться, а затем исчезает.
Кровоснабжение, лимфоотток и иннервация
Кровоснабжение тимуса происходит из тимических, или тимусных ветвей внутренней грудной артерии (rami thymici arteriae thoracicae internae), тимических ветвей дуги аорты и плечеголовного ствола и ветвей верхней и нижней щитовидных артерий. Венозный отток осуществляется по ветвям внутренних грудных и плечеголовных вен.
Лимфа от органа оттекает в трахеобронхиальные и парастернальные лимфатические узлы.
Иннервирована вилочковая железа ветвями правого и левого блуждающих нервов, спинномозговыми нервами C4-C7, а также симпатическими нервами, происходящими из верхнего грудного и звездчатого узлов симпатического ствола, находящимися в составе нервных сплетений, которые окружают питающие орган сосуды. Капсула тимуса иннервируется ветвями диафрагмальных нервов.

### Гистология

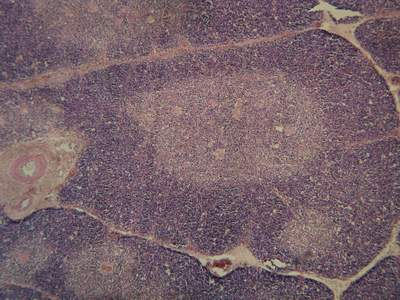
Микроскопическое строение вилочковой железы

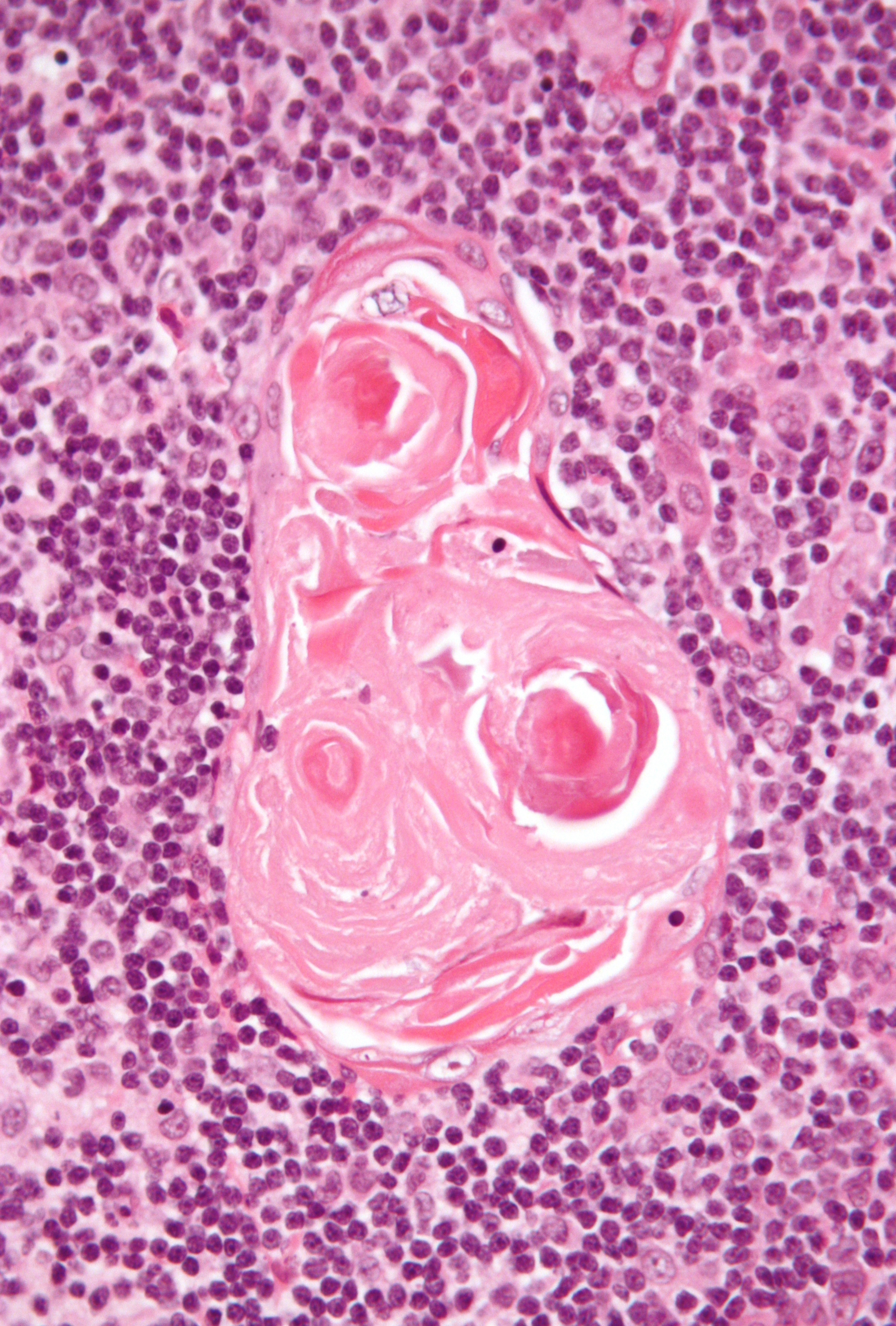
Окрашенный гистологический препарат — видны концентрические тельца мозгового вещества тимуса

Вилочковая железа имеет дольчатое строение, в ткани дольки различают корковое и мозговое вещество. Корковое вещество расположено на периферии дольки и в гистологическом микропрепарате выглядит тёмным (в нём много лимфоцитов — клеток с крупными ядрами). В корковом веществе расположены артериолы и кровеносные капилляры, имеющие гемато-тимусный барьер, препятствующий заносу антигенов из крови.
Корковое вещество содержит клетки:
- эпителиального происхождения:
  - опорные клетки: формируют «каркас» ткани, образуют гемато-тимусный барьер;
  - звездчатые клетки: секретируют растворимые тимические (или тимусные) гормоны — тимопоэтин, тимозин и другие, регулирующие процессы роста, созревания и дифференцировки Т-клеток и функциональную активность зрелых клеток иммунной системы.
  - клетки-«няньки»: имеют инвагинации, в которых развиваются лимфоциты;
- гематопоэтические клетки:
  - лимфоидного ряда: созревающие T-лимфоциты;
  - макрофагального ряда: типичные макрофаги, дендритные и интердигитирующие клетки.

Непосредственно под капсулой в клеточном составе преобладают делящиеся Т-лимфобласты. Глубже находятся созревающие Т-лимфоциты, постепенно мигрирующие к мозговому веществу. Процесс созревания занимает примерно 20 суток. В ходе созревания их происходит реаранжировка генов и формирование гена, кодирующего TCR (Т-клеточный рецептор).
Далее они претерпевают положительную селекцию: во взаимодействии с эпителиальными клетками отбираются «функционально пригодные» лимфоциты,  которые способны взаимодействовать с HLA; в ходе развития лимфоцит дифференцируется в хелпер или киллер, то есть на его поверхности остаётся либо CD4, либо CD8. Далее в контакте с эпителиальными клетками стромы отбираются клетки, способные к функциональному взаимодействию: CD8+ лимфоциты, способные к рецепции HLA I, и CD4+ лимфоциты, способные к рецепции HLA II.
Следующий этап — отрицательная селекция лимфоцитов — протекает на границе с мозговым веществом. Дендритные и интердигитирующие клетки — клетки моноцитарного происхождения — отбирают лимфоциты, способные к взаимодействию с антигенами собственного организма, и запускают их апоптоз.
В мозговом веществе в основном содержатся дозревающие Т-лимфоциты. Отсюда они мигрируют в кровоток венул с высоким эндотелием и расселяются по организму. Предполагается также наличие здесь зрелых рециркулирующих Т-лимфоцитов.
Клеточный состав мозгового вещества представлен опорными эпителиальными клетками, звездчатыми клетками, макрофагами. Имеются также выносящие лимфатические сосуды и тельца Гассаля.

## Физиология

### Функции
Основная роль тимуса — дифференцировка и клонирование Т-лимфоцитов. В тимусе Т-лимфоциты проходят селекцию, в результате чего в кровоток и ткани выходят клетки, которые могут вовлекаться в иммунный ответ против определённых чужеродных антигенов, но не собственного тела. Вырабатывает гормоны: тимозин, тимулин, тимопоэтин, инсулиноподобный фактор роста-1 (ИФР-1), тимусный гуморальный фактор — все они являются белками (полипептидами). При гипофункции тимуса — снижается иммунитет, так как снижается количество Т-лимфоцитов в крови.
Рядом исследований продемонстрирован мнемотропный эффект пептидов тимуса: показано активирующее влияние интраназального введения тактивина и тимозина фракции 5 на процесс формирования условного рефлекса активного избегания, их стресспротекторные свойства и ноотропный эффект от введения в экспериментах на крысах. Влияние пептидов тимуса на функциональную активность центральной нервной системы также заключается в снижении тревожности и увеличении исследовательской активности крыс. Получены интересные результаты о связи состояния тимуса с долголетием человека: в ходе применения препаратов для продления деятельности вилочковой железы снизился биологический возраст девяти испытуемых.

### Регуляция
Секреция тимических гормонов и функция тимуса регулируется глюкокортикоидами — гормонами коры надпочечников, а также растворимыми иммунными факторами — интерферонов, лимфокинов, интерлейкинов, которые вырабатываются другими клетками иммунной системы. Глюкокортикоиды угнетают иммунитет, а также многие функции тимуса, и приводят к его атрофии.
Пептиды шишковидной железы замедляют инволюцию тимуса. Аналогичным образом действует её гормон мелатонин, способный даже вызывать «омоложение» органа. «Омоложению» тимуса также может способствовать лимфопоэтический фактор роста интерлейкин 7, что в будущем может быть использовано для разработки методов восстановления иммунной функции у пожилых людей с помощью лечения рекомбинантным интерлейкином 7.

## Морфогенез

### Онтогенез
У эмбриона человека тимус закладывается на 6 неделе развития в энтодерме третьего жаберного кармана. У новорождённого тимус развит до 15 г, к 15 годам увеличиваясь до 40 г. В дальнейшем, к 30 годам вес составляет около 25 г, к 70 годам — всего около 6 г. В исключительных случаях у взрослого человека может не происходить ярко выраженной инволюции вилочковой железы, такое состояние носит название лат. status thymicolymphaticus. Инволюция железы задерживается также у кастрированных животных.
Строма тимуса имеет эпителиальное происхождение, происходит из эпителия передней части первичной кишки. Два тяжа (дивертикула) берут начало из третьей жаберной дуги и прорастают в переднее средостение. Иногда строма тимуса формируется также добавочными тяжами из четвёртой пары жаберных дуг. Лимфоциты происходят из стволовых клеток крови, мигрирующих в тимус из печени на ранних стадиях внутриутробного развития. Первоначально в ткани тимуса происходит пролиферация различных клеток крови, но вскоре его функция сводится к образованию Т-лимфоцитов.
Размеры тимуса максимальны в детском возрасте, но после начала полового созревания тимус подвергается значительной атрофии и инволюции. Дополнительное уменьшение размеров тимуса происходит при старении организма, с чем отчасти связывают понижение иммунитета у пожилых людей.

## Заболевания тимуса
- Синдром MEDAC
- Синдром Ди Георга
- Миастения — может быть самостоятельным заболеванием, но часто ассоциирована с патологией тимуса и тимомой

### Опухоли
- Тимома — из эпителиальных клеток вилочковой железы, злокачественная,
- Т-клеточная лимфома — из лимфоцитов и их предшественников, феохромоцитома
- Пре-Т-лимфобластные опухоли в ряде случаев имеют первичную локализацию в тимусе и выявляются как массивный инфильтрат в средостении с последующей быстрой трансформацией в лейкоз.
- нейроэндокринные опухоли
- более редкие опухоли (сосудистого и нервного происхождения)

Опухоли вилочковой железы могут быть проявлением синдрома множественной эндокринной неоплазии I типа.

## Тимус в культуре
Тимус животных может употребляться в пищу человеком, к примеру в таких блюдах как: сладкое мясо, уйкулук.